# 楊雅婷
楊雅婷（英語：Yeung Nga Ting Lianne，1998年10月13日—），香港女子羽毛球運動員。畢業於協恩中學。

## 簡歷
楊雅婷的母親是羽毛球教練、前广东队运动员鍾海玉，兄長楊盛才亦是羽毛球運動員和香港隊代表。她自小就與家人打羽毛球。
2013年，楊雅婷開始與吳芷柔搭檔雙打，她在組合裏是主攻手，靠力量殺球。
2015年10月，楊雅婷出戰福建舉行的第一屆全國青年運動會羽毛球比賽，與吳芷柔合作贏得女子雙打銅牌。
2017年8月，楊雅婷參加苏格兰格拉斯哥舉行的世界羽毛球錦標賽，她和吳芷柔出戰女子双打項目。首圈以2比0（21-11、21-17）戰勝芬兰的珍妮·奈斯特伦/索尼娅·佩科拉。但在第二圈中以0比2（13-21、14-21）不敌赛会12號種子、韩国的蔡侑玎/金昭映，32强止步。

## 主要比賽成績
只列出曾進入準決賽的國際賽事成績：
| 年份   | 賽事                     | 公開賽級別 | 項目     | 拍檔   | 成績   |
| ------ | ------------------------ | ---------- | -------- | ------ | ------ |
| 2017年 | 印度羽毛球國際挑戰賽     | 國際挑戰賽 | 女子雙打 | 吳芷柔 | 冠軍   |
| 2017年 | 印度羽毛球國際挑戰賽     | 國際挑戰賽 | 混合雙打 | 麦喜俊 | 冠軍   |
| 2018年 | 新加坡羽毛球國際系列賽   | 國際系列賽 | 女子雙打 | 吳詠瑢 | 亞軍   |
| 2018年 | 新加坡羽毛球國際系列賽   | 國際系列賽 | 混合雙打 | 麦喜俊 | 準決賽 |
| 2018年 | 印度羽毛球國際挑戰賽     | 國際挑戰賽 | 女子雙打 | 吳詠瑢 | 冠軍   |
| 2018年 | 印度羽毛球國際挑戰賽     | 國際挑戰賽 | 混合雙打 | 楊銘諾 | 準決賽 |
| 2019年 | 亞洲羽毛球混合團體錦標賽 | 其他       | 混合團體 | －     | 季軍   |
| 2019年 | 賽義德·莫迪羽毛球國際賽  | 超級300賽  | 女子雙打 | 吳詠瑢 | 準決賽 |
| 2021年 | 巴林羽毛球國際系列賽     | 國際系列賽 | 女子雙打 | 楊霈霖 | 冠軍   |
| 2021年 | 巴林羽毛球國際系列賽     | 國際系列賽 | 混合雙打 | 羅卓謙 | 亞軍   |
| 2021年 | 巴林羽毛球國際挑戰賽     | 國際挑戰賽 | 女子雙打 | 楊霈霖 | 冠軍   |
| 2021年 | 巴林羽毛球國際挑戰賽     | 國際挑戰賽 | 混合雙打 | 羅卓謙 | 冠軍   |
| 2022年 | 斯洛伐克羽毛球公開賽     | 未來系列賽 | 女子雙打 | 楊霈霖 | 準決賽 |
| 2022年 | 葡萄牙羽毛球國際賽       | 國際系列賽 | 女子雙打 | 楊霈霖 | 冠軍   |
| 2022年 | 波蘭羽毛球公開賽         | 國際挑戰賽 | 女子雙打 | 楊霈霖 | 冠軍   |
| 2022年 | 荷蘭羽毛球國際賽         | 國際系列賽 | 女子雙打 | 楊霈霖 | 亞軍   |
| 2022年 | 荷蘭羽毛球國際賽         | 國際系列賽 | 混合雙打 | 羅卓謙 | 準決賽 |
| 2022年 | 丹麥羽毛球大師賽         | 國際挑戰賽 | 女子雙打 | 楊霈霖 | 冠軍   |
| 2024年 | 澳洲羽毛球公開賽         | 超級500賽  | 女子雙打 | 楊霈霖 | 準決賽 |

| 2007-2017年 | 首要超級賽 | 超級賽 | 黃金大獎賽 | 大獎賽 | 國際挑戰賽 | 國際系列賽 | 未來系列賽 | 其他 |

| 2018-2026年 | 總決賽 | 超級1000賽 | 超級750賽 | 超級500賽 | 超級300賽 | 超級100賽 | 國際挑戰賽 | 國際系列賽 | 未來系列賽 | 其他 |

### 奧運會和世錦賽參賽紀錄
|          | 搭檔   | 2017 | 2018 | 2019 | 2020 | 2021 | 2022 | 2023 | 2024       |
| -------- | ------ | ---- | ---- | ---- | ---- | ---- | ---- | ---- | ---------- |
| 女子雙打 | 吳芷柔 | 32強 | 64強 | －   | －   | －   | －   | －   | －         |
| 女子雙打 | 吳詠瑢 | －   | －   | 64強 | －   | 16強 | －   | －   | －         |
| 女子雙打 | 楊霈霖 | －   | －   | －   | －   | －   | 32強 | 16強 | 小組第三名 |